# قطعنامه ۱۱۸۶ شورای امنیت
قطعنامه ۱۱۸۶ شورای امنیت سازمان ملل متحد که در تاریخ ۲۱ ژوئیه ۱۹۹۸ تصویب شد، سندی بین‌المللی دربارهٔ بررسی وضعیت در یوگسلاوی سابق و جمهوری مقدونیه است. این قطعنامه طی نشست ۳۹۱۱ام با ۱۵ رای موافق، ۰ مخالف و ۰ ممتنع تصویب شد.